# Beto
António Alberto Bastos Pimparel (Lissabon, 1 mei 1982) – alias Beto – is een Portugees doelman in het betaald voetbal. Hij tekende in augustus 2016 een contract tot medio 2018 bij Sporting Lissabon, dat hem overnam van Sevilla FC. Beto debuteerde in 2009 in het Portugees voetbalelftal.

## Clubcarrière
Beto stroomde door vanuit de jeugd van Sporting Lissabon, waar hij één seizoen onder contract stond. In 2002 werd hij uitgeleend aan Casa Pia A.C, waar hij tot juni 2004 speelde. Hierna speelde hij een seizoen bij GD Chaves en daaropvolgend een seizoen bij F.C. Marco in de Liga de Honra. In 2006 begon hij te voetballen bij Leixões SC, dat vervolgens promoveerde naar de Primeira Liga, de hoogste Portugese voetbalcompetitie. In drie seizoenen speelde hij daar op zes na alle wedstrijden.
In maart 2009, voordat het seizoen 2008/2009 van de Primeira Liga eindigde, tekende Beto een contract voor vier jaar bij FC Porto. Drie maanden later begon hij daar te spelen, voornamelijk als reserve van de Braziliaan Helton. Hij speelde voornamelijk in de wedstrijden in de Taça de Portugal, waar Porto driemaal op rij won: Beto hield een strafschop tegen in de finale, waardoor Porto de strafschoppenserie won.
In juli 2012 tekende hij bij een tweejarig contract bij SC Braga. Op 29 januari 2013 nam Sevilla FC Beto voor zes maanden over op huurbasis als vervanger voor de naar Real Madrid CF vertrokken Diego López. Voormalig Portugees international Quim nam de plek van Beto over bij SC Braga. Beto ging bij Sevilla FC de concurrentie aan met Andrés Palop. In 2016 maakte hij de overstap naar Sporting Lissabon. Een jaar later tekende hij bij het Turkse Göztepe.

## Interlandcarrière
Beto speelde zijn eerste wedstrijd voor Portugal in een vriendschappelijke wedstrijd tegen Estland op 9 juni 2009. In deze wedstrijd werd niet gescoord. De toenmalige Portugese bondscoach Carlos Queiroz liet Beto meegaan naar het Wereldkampioenschap voetbal 2010 in Zuid-Afrika, maar liet hem daar niet spelen. De huidige bondscoach, Pauolo Bento, riep Beto op voor de selectie voor het Europees kampioenschap voetbal 2012 in Polen en Oekraïne. Bij dat laatste toernooi werd de ploeg van bondscoach Bento in de halve finales na strafschoppen (2-4) uitgeschakeld door titelverdediger en buurland Spanje. In de reguliere speeltijd plus verlenging waren beide ploegen blijven steken op 0-0. Beto zat het hele toernooi op de bank.
Op 15 augustus 2012 zat hij ook op de reservebank in een vriendschappelijke wedstrijd tegen Panama. Hij viel na een uur in voor Eduardo. Op het wereldkampioenschap voetbal 2014 kwam Beto tweemaal in de groepsfase in actie. Beto nam in juni 2017 met Portugal deel aan de FIFA Confederations Cup 2017, waar de derde plaats werd bereikt. Portugal won in de troostfinale van Mexico (2–1 na verlenging).
| Interlands van Beto voor Portugal | Interlands van Beto voor Portugal | Interlands van Beto voor Portugal | Interlands van Beto voor Portugal | Interlands van Beto voor Portugal | Interlands van Beto voor Portugal | Interlands van Beto voor Portugal |
| №                                 | Datum                             | Wedstrijd                         | Uitslag                           | Soort wedstrijd                   | Doelpunten                        |                                   |
| Als speler bij Leixões SC         | Als speler bij Leixões SC         | Als speler bij Leixões SC         | Als speler bij Leixões SC         | Als speler bij Leixões SC         | Als speler bij Leixões SC         | Als speler bij Leixões SC         |
| --------------------------------- | --------------------------------- | --------------------------------- | --------------------------------- | --------------------------------- | --------------------------------- | --------------------------------- |
| 1.                                | 10 juni 2009                      | Estland – Portugal                | 0 – 0                             | Vriendschappelijk                 | 0                                 |                                   |
| Als speler bij CFR Cluj           |                                   |                                   |                                   |                                   |                                   |                                   |
| 2.                                | 26 mei 2012                       | Portugal – Macedonië              | 0 – 0                             | Vriendschappelijk                 | 0                                 |                                   |
| Als speler bij SC Braga           |                                   |                                   |                                   |                                   |                                   |                                   |
| 3.                                | 15 augustus 2012                  | Portugal – Panama                 | 2 – 0                             | Vriendschappelijk                 | 0                                 |                                   |
| 4.                                | 14 november 2012                  | Gabon – Portugal                  | 2 – 2                             | Vriendschappelijk                 | 0                                 |                                   |
| Als speler bij Sevilla FC         |                                   |                                   |                                   |                                   |                                   |                                   |
| 5.                                | 14 augustus 2013                  | Portugal – Nederland              | 1 – 1                             | Vriendschappelijk                 | 0                                 |                                   |
| 6.                                | 5 maart 2014                      | Portugal – Kameroen               | 5 – 1                             | Vriendschappelijk                 | 0                                 |                                   |
| 7.                                | 31 mei 2014                       | Portugal – Griekenland            | 0 – 0                             | Vriendschappelijk                 | 0                                 |                                   |
| 8.                                | 22 juni 2014                      | Verenigde Staten – Portugal       | 2 – 2                             | WK 2014                           | 0                                 |                                   |
| 9.                                | 26 juni 2014                      | Ghana – Portugal                  | 1 – 2                             | WK 2014                           | 0                                 |                                   |
| 10.                               | 18 november 2014                  | Argentinië – Portugal             | 0 – 1                             | Vriendschappelijk                 | 0                                 |                                   |
| 11.                               | 16 juni 2015                      | Italië – Portugal                 | 0 – 1                             | Vriendschappelijk                 | 0                                 |                                   |

Bijgewerkt op 7 juli 2017.

## Erelijst
| Competitie                    |         |                  |         |         |
| Competitie                    | Aantal  | Jaren            |         |         |
| Leixões                       | Leixões | Leixões          | Leixões | Leixões |
| ----------------------------- | ------- | ---------------- | ------- | ------- |
| Kampioen Segunda Liga         | 1x      | 2006/07          |         |         |
| FC Porto                      |         |                  |         |         |
| UEFA Europa League            | 1x      | 2010/11          |         |         |
| Kampioen Primeira Liga        | 1x      | 2010/11          |         |         |
| Taça de Portugal              | 2x      | 2009/10, 2010/11 |         |         |
| Supertaça Cândido de Oliveira | 1x      | 2010             |         |         |
| CFR Cluj                      |         |                  |         |         |
| Kampioen Liga 1               | 1x      | 2011/12          |         |         |
| Sevilla                       |         |                  |         |         |
| UEFA Europa League            | 2x      | 2013/14, 2014/15 |         |         |

1 Eduardo Carvalho ·
2 Alves ·
3 Ferreira ·
4 Rolando ·
5 Duda ·
6 Ricardo Carvalho ·
7 Ronaldo  ·
8 Pedro Mendes ·
9 Liédson ·
10 Danny ·
11 Simão ·
12 Beto ·
13 Miguel ·
14 Veloso ·
15 Pepe ·
16 Meireles ·
17 Amorim ·
18 Almeida ·
19 Tiago Mendes ·
20 Deco ·
21 Ricardo Costa ·
22 Fernandes ·
23 Coentrão ·
Coach: Queiroz
1 Eduardo ·
2 Alves ·
3 Pepe ·
4 Veloso ·
5 Coentrão ·
6 Custódio ·
7 Ronaldo  ·
8 Moutinho ·
9 Almeida ·
10 Quaresma ·
11 Oliveira ·
12 Patrício ·
13 Ricardo Costa ·
14 Rolando ·
15 Micael ·
16 Meireles ·
17 Nani ·
18 Varela ·
19 Lopes ·
20 Viana ·
21 Pereira ·
22 Beto ·
23 Postiga ·
Coach: Bento
1 Eduardo Carvalho ·
2 Alves ·
3 Pepe ·
4 Veloso ·
5 Coentrão ·
6 William Carvalho ·
7 Ronaldo  ·
8 Moutinho ·
9 H. Almeida ·
10 Vieirinha ·
11 Éder ·
12 Patrício ·
13 Ricardo Costa ·
14 Neto ·
15 Rafa ·
16 Meireles ·
17 Nani ·
18 Varela ·
19 A. Almeida ·
20 Amorim ·
21 Pereira ·
22 Beto ·
23 Postiga ·
Coach: Bento
1 Patrício ·
2 Alves ·
3 Pepe ·
4 Neto ·
5 Guerreiro ·
6 Fonte ·
7 Ronaldo  ·
8 Moutinho ·
9 A. Silva ·
10 B. Silva ·
11 Semedo ·
12 Sá ·
13 Danilo ·
14 Carvalho ·
15 Gomes ·
16 Pizzi ·
17 Nani ·
18 Gelson ·
19 Eliseu ·
20 Quaresma ·
21 Cédric ·
22 Beto ·
23 Adrien ·
Coach: Santos
1 Patrício ·
2 Alves ·
3 Pepe ·
4 M. Fernandes ·
5 Guerreiro ·
6 Fonte ·
7 Ronaldo  ·
8 Moutinho ·
9 A. Silva ·
10 João Mário ·
11 B. Silva ·
12 Lopes ·
13 Dias ·
14 Carvalho ·
15 Ricardo ·
16 B. Fernandes ·
17 Guedes ·
18 Gelson ·
19 Rui ·
20 Quaresma ·
21 Cédric ·
22 Beto ·
23 Adrien ·
Coach: Santos